# Samoana bellula
Samoana bellula es una especie de molusco gasterópodo de la familia Partulidae.

## Distribución geográfica
Es endémica de las islas Marquesas, en la Polinesia Francesa.